# Västerås kammarkör
Västerås kammarkör är en svensk kör verksam i Västerås, grundad av Bror Samuelson 1954.

## Dirigenter
- 2023–: Anton Leanderson–Andréas
- 2006–2022: Fredrik Winberg
- 2000–2005: Thomas Schreiner
- 1992–2000: Sven Dahlberg
- 1978–1991: Gunnar Nordenfors
- 1954–1978: Bror Samuelson

## Uruppföranden
- Blåsipporna (Björn Linnman) till text av Tomas Tranströmer, tillsammans med Västerås Sinfonietta, 2004

## Priser och utmärkelser
- Förstapristagare i folkmusikkategorin samt andrapristagare i kategorin sakral musik vid den internationella körtävlingen i Sligo på Irland 2007.
- Förstapristagare i folkmusikkategorin samt guld- respektive silverdiplom i kategorierna blandad kör och sakralt program vid den internationella körtävlingen i Bratislava (Slovakien) 2010. Dirigenten Fredrik Winberg tilldelades juryns specialpris för "Excellent conducting performance" för framträdandet i kategorin blandad kör.

## Diskografi
- I själ och hjärta (1997)
- Zigeunerlieder (2004)